# Eudiaptomus gracilis
Eudiaptomus gracilis är en kräftdjursart som först beskrevs av Georg Ossian Sars 1862.  Eudiaptomus gracilis ingår i släktet Eudiaptomus och familjen Diaptomidae. Det är osäkert om arten förekommer i Sverige. Inga underarter finns listade i Catalogue of Life.